# Овчаренко, Кузьма Иванович
Кузьма́ Ива́нович Овчаре́нко (10 октября 1901, Кантемировка, Воронежская губерния — 11 ноября 1943, Курская область) — командир 69-й танковой бригады (4-го танкового корпуса, Воронежского фронта), полковник. Герой Советского Союза (1944).

## Биография
Кузьма Иванович Овчаренко родился 10 октября 1901 года в селе Кантемировка (ныне — Воронежской области) в крестьянской семье.
Русский. Член ВКП(б) c 1928 года. Получил начальное школьное образование.
Будучи призван в Красную Армию в 1920 году, воевал на фронтах Гражданской войны. В 1923 году Кузьма Иванович окончил пехотные курсы, а в 1927 году закончил Владикавказскую (Орджоникидзевскую) пехотную школу. В 1930 году — бронетанковые курсы усовершенствования командного состава, а в 1940 году — военную академию имени М. В. Фрунзе.
Овчаренко Кузьма Иванович — участник советско-финской войны 1939—1940 годов.
На фронтах Великой Отечественной войны с июля 1941 года. С 10 июля 1941 г. — начальник штаба 277-й стрелковой дивизии (1-го формирования). С 7 декабря 1941 г. — начальник штаба 297-й стрелковой дивизии (1-го формирования). С 10 мая по 11 августа 1942 г. — командир 34-й мотострелковой бригады, с 2 июля 1942 г. переименована в 22-ю мотострелковую бригаду. С 17 августа 1942 г. по 3 сентября 1942 г. — командир 182-й танковой бригады. С 5 декабря 1942 г. по 15 февраля 1943 г. — исполняющий должность командира 69-й танковой бригады (с 7 февраля 21-й гвардейской). 16 февраля 1943 г. был назначен командиром 21-й гвардейской танковой бригады. Отличился в боях по прорыву обороны противника в Курской области.
С 3 часов 11 ноября 1943 года 21-я гвардейская танковая бригада вела тяжёлый бой с превосходящими силами противника в село Саливонки, в результате которого потеряла 13 танков Т-70 и 3 танка Т-34. К 8 часам, не имея поддержки, вынуждена была отойти в направлении Германовка, к этому времени противник перерезал пути отхода в районе Василево—Людвиновка—Мировка. В 15 часов бригада прорвала кольцо окружения и вышла в район Германовка, потеряв при этом 2 танка Т-34 и 7 человек личного состава. При прорыве окружения, не дойдя 50 км до села Красное, танк Овчаренко был подбит тремя выстрелами из вражеского танка Пантера, командир бригады — гвардии полковник К. И. Овчаренко и находившийся с ним в танке начальник политотдела — гвардии подполковник Г. С. Полукарпов погибли, также был убит осколками ехавший на броне танка командир мотострелкового батальона — гвардии майор П. Я. Недайводин.

## Подвиг
«Командир 69-й танковой бригады (4-й танковый корпус, Воронежский фронт) полковник К. И. Овчаренко умело организовал боевые действия по прорыву обороны противника и освобождению ряда населённых пунктов в Курской области.
24 января — 10 февраля 1943 года бригада Овчаренко уничтожила до сорока пушек, более двухсот автомашин и много другой боевой техники и живой силы противника, захватила в плен несколько тысяч гитлеровцев».
Указом Президиума Верховного Совета СССР от 10 января 1944 года «за образцовое выполнение боевых заданий Командования на фронте борьбы с немецкими захватчиками и проявленные при этом отвагу и геройство» гвардии полковнику Овчаренко Кузьме Ивановичу присвоено звание Героя Советского Союза.

## Воинские звания
- капитан (1936);
- майор (1938);
- подполковник 10.07.1941);
- полковник (13.01.1942)[1]

## Награды
- Герой Советского Союза (10.01.1944, медаль «Золотая Звезда»)[9][10];
- орден Ленина (10.01.1944)[9];
- орден Красного Знамени (07.08.1943)[11];
- два ордена Красной Звезды (11.04.1940[12], ??[13]);
- медаль XX лет РККА (22.02.1938).

## Память
В центре села Кантемировка создан мемориал павшим воинам Великой Отечественной войны. На мемориале открыта аллея Героев Советского Союза с бюстами Героев, включая бюст К. Овчаренко (скульптор Иван Дикунов).